# エルジャン国際空港
エルジャン国際空港（トルコ語: Ercan Uluslararası Havalimanı 発音 [æɾˈdʒan uɫusɫaɾaɾaˈsɯ havalimaˈnɯ] ） (IATA: ECN, ICAO: LCEN)         は、北キプロスの主要な民間空港。北ニコシアから約13km東のキルクラルの近くに存在する。
エルジャン国際空港への飛行は国際的に排除されている。直行便はトルコからのみで、他の国から北キプロスに訪れる場合はトルコを経由する必要がある。この不便さのために、キプロスのパスポートを持つトルコ系キプロス人の大半は、国際的に認知されているラルナカ国際空港を使用する。ただしトルコ人入植者のラルナカ空港利用はできない。

## 歴史

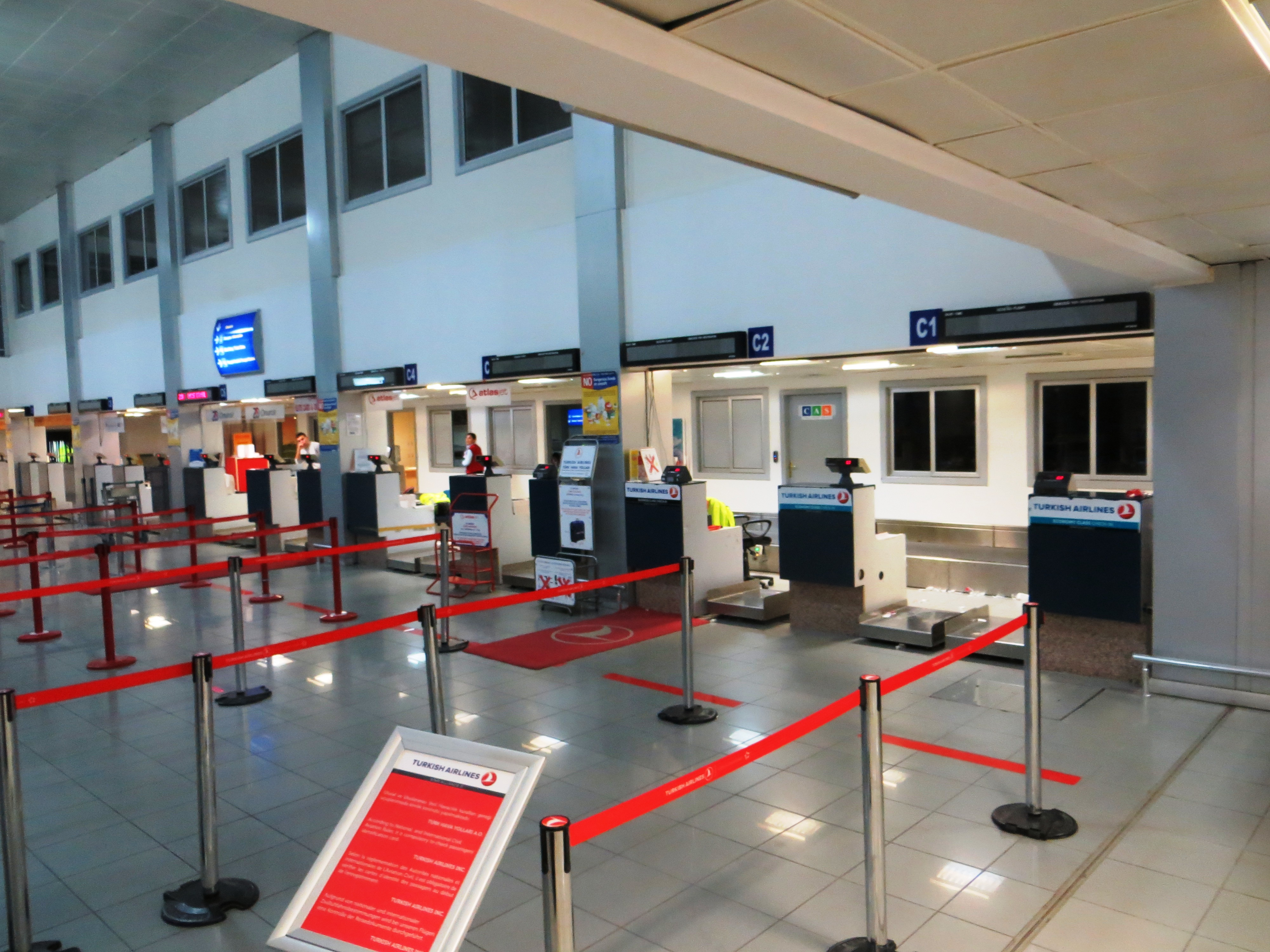
搭乗手続きエリア

エルジャン国際空港の前身であるティンボウ空港は、第二次世界大戦中にイギリスがキプロス島を植民地支配していたときに軍用空港として建設された。トルコのキプロス侵攻においてトルコ軍が占領、それまで使用されていたニコシア国際空港がグリーンラインの設定により閉鎖された事で、今日では北キプロスの主要な民間空港となっている。
2006年以降、トルコの空港でエルジャン国際空港発着便を経由する際に着陸を義務付ける規制が実施されている。トルコは2006年、北キプロスの主要港であるファマグスタと主要民間空港であるエルジャン国際空港との直通手段の検討を開始、イギリス政府も「重要で創造的な提案」としている。
ただし、2017年の時点でもこのトルコ経由義務は適用されており、エルジャン空港では顧客が400％以上減少、イギリス運輸省が空港の状況に疑問を呈した。イギリスと北キプロスの間を移動する乗客は、最終目的地に向けて経由するため荷物を持って飛行機を降り、トルコで再びセキュリティチェックを受けるように強いられている。
近年エルジャン国際空港を民営化する計画や、空港拡張計画が発表された。エルジャン国際空港には現在2.75km長の滑走路と7機の航空機エプロンが存在する。滑走路は大型の飛行機でも着陸に十分な長さであるが、離陸には長さが不足している。計画は、新滑走路、エプロン、ターミナルビルの建設であり、計画されている新しいエプロンは現在の収容可能機数を2倍にする。新しいターミナルが建設中で、既存のものよりはるかに大きく、9つのボーディングブリッジが建設予定。既存滑走路と並行して新滑走路も建設される。2023年7月20日、新しいターミナルが建設された。

## 航空会社と目的地
北キプロスの国際的な地位のため、エルジャン国際空港はトルコ以外の空港へは定期の直行便はない。ただし、いくつかの航空会社は、エルジャン空港からトルコを経由してヨーロッパ各都市への便を運航している。
| 航空会社                  | 就航地                                                                                                |
| ------------------------- | --- |
| アナドルジェット航空      | アダナ、アンカラ、アンタルヤ、ガズィアンテプ、ハタイ、イスタンブール・サビハ・ギョクチェン、 イズミル |
| ペガサス航空              | アダナ、アンカラ、アンタルヤ、ガズィアンテプ、ハタイ、イスタンブール・サビハ・ギョクチェン、 イズミル |
| サンエクスプレス          | イズミル                                                                                              |
| ターキッシュ エアラインズ | イスタンブール                                                                                        |

## 統計
元のウィキデータクエリを参照してください.